# Belagerung von Rethel (1411)
Die Belagerung von Rethel ist eine Episode aus dem Bürgerkrieg der Armagnacs und Bourguignons. Im Jahr 1411 kam Pierre de Bréban, Partisan der Armagnaken, um die Stadt Rethel von Philipp II. von Nevers zu erobern.

## Anfänge
Amé I. de Sarrebruck-Commercy und Pierre de Bréban, genannt Clignet, beide Parteigänger der Armagnaken, zogen Truppen in Coucy und Ham zusammen. Die Bourguignons bereiteten ebenfalls Truppen unter dem Befehl von des Jacques de Créquy, Seigneur d‘Heilly, Enguerrand de Bournonville und Jean de Norrent, Seigneur de Roncq vor, um sie im Falle eines Angriffs von der Seite von Bapaume oder Ham zurückzuschlagen.

## Ablauf
Clignets 2000 Mann starke Armee brach nach Norden auf und hoffte, die Stadt Rethel einnehmen zu können. Die Stadt konnte ihre Tore schließen und wehrte die Angreifer ab, die die äußeren Viertel bis hin zum Viertel um die Rue des Telliers, das durch einen Graben geschützt war, niederbrennen. Clignet teilte seine Truppe daraufhin in zwei Kompanien auf, die das Land in westlicher und östlicher Richtung plünderten und dann nach Ham zurückkehrten.

## Folgen
Pierre de Bréban zog anschließend ins Artois, um Bapaume zu belagern, das vom Seigneur d’Heilly verteidigt wurde, der es nicht wagte, gegen die zahlenmäßig überlegenen Armagnaken aus der Stadt herauszukommen, sondern nur ihre Angriffe abwehrte. Brébans Truppen kehrten anschließend nach Ham zurück, das von flämischen und burgundischen Truppen unter der Führung von Johann Ohnefurcht, Herzog von Burgund belagert und dann verwüstet wurde.
Die Stadt Rethel wurde nicht eingenommen, erlitt aber noch Kriegsschäden, wie bei ihrer Eroberung durch die Engländer im Jahr 1423. Die Stadt wurde schließlich erst 1425 von Karl VII. zurückerobert.